# Weissia patula
Weissia patula là một loài Rêu trong họ Pottiaceae. Loài này được (C. Knight) Fife miêu tả khoa học đầu tiên năm 1995.